# Carpismo

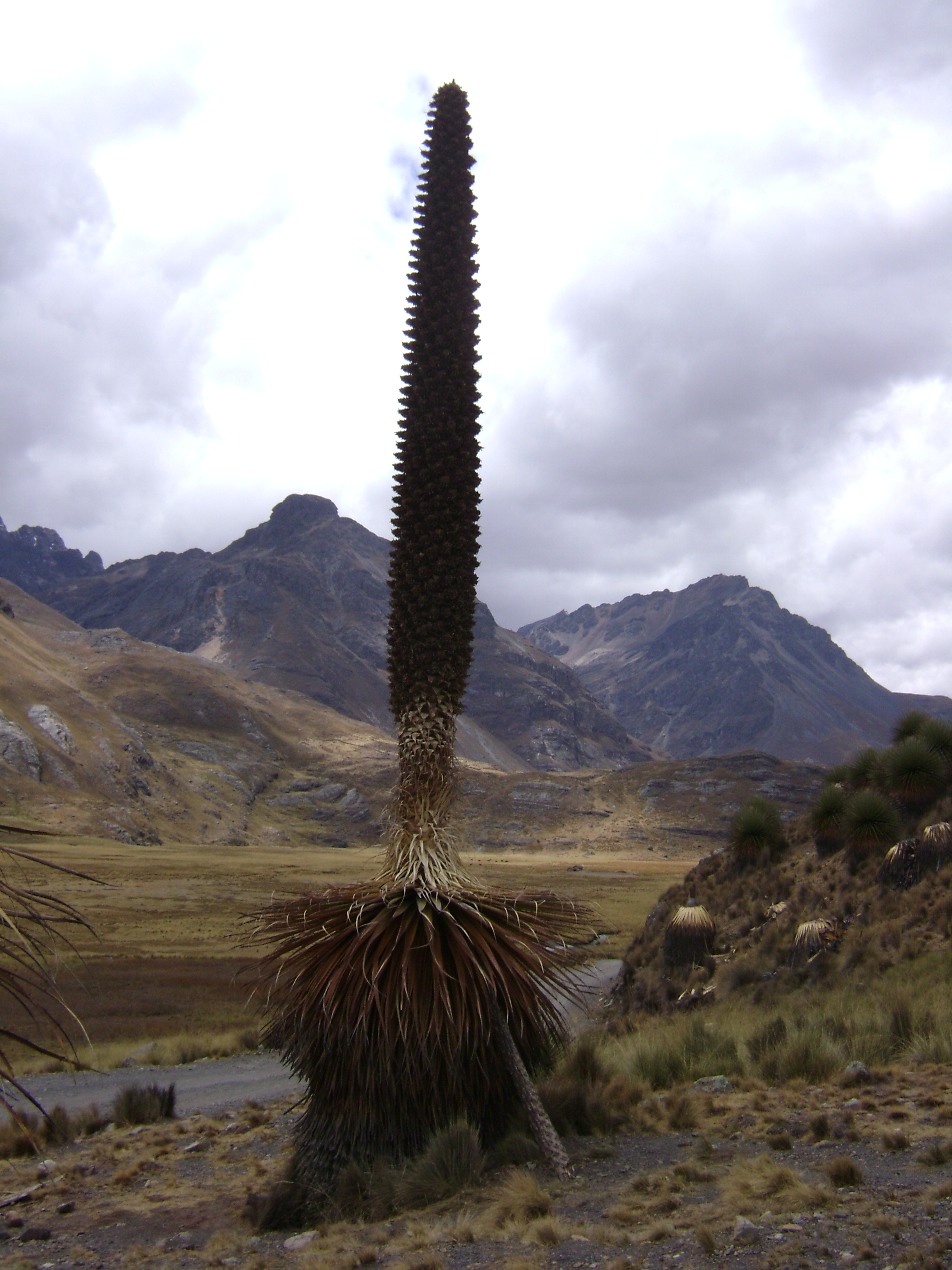
Puya raimondii, a maior bromélia conhecida, é uma planta monocárpica.

Carpismo (do grego clássico: Καρπός; carpus; “fruto”, uma alusão a Carpo) é o termo usado para qualificar as estratégias de reprodução vegetal no que respeita ao número de episódios reprodutivos durante o ciclo de vida da planta. O termo é usado quase sempre precedido dos prefixos «mono» ou «poli», assumindo os seguintes significados: (1) monocarpismo (espécies monocárpicas) quando haja um único episódio reprodutivo antes da morte; (2) policarpismo (espécies policárpicas) quando as plantas florescem e produzem sementes várias vezes ao longo do seu ciclo de vida. O termo, na forma monocarpismo, foi cunhado por Alphonse de Candolle. Os termos «iteroparidade» e «semelparidade» têm sentido similar, mas aplicam-se aos seres vivos em geral, e não apenas às plantas.

## Monocarpismo
Considera-se que a estratégia reprodutiva de uma espécie é o monocarpismo (ou monocarpia) quando a planta floresce e produz sementes uma única vez ao longo do seu ciclo de vida. Embora menos frequentemente, estas plantas são designadas por plantas hapaxânticas (do grego ἅπαξ hápax „uma só vez“ e ἄνθος anthos „flor“).
As plantas monocárpicas pode viver muitos anos antes de florescer, e nelas embora a floração por si só não resulte na morte da planta, a produção de frutos e sementes causa mudanças que a levam à senescência e à morte. Essas alterações são induzidas por hormonas que desviam recursos das raízes e folhas para a produção de frutos e sementes, causando a degenerescência desses órgão vitais.
A monocarpia é túpica das plantas anuais, ou seja daquelas que completam o seu ciclo de vida núm único ciclo de estações. Contudo, múltiplas espécies de plantas perenes seguem esta estratégia reprodutiva. É o caso da espécie Agave americana (a agave-amarela) e de outros membros do género Agave, bem como de algumas bromeliáceas do género Puya, da espécie Tillandsia utriculata, de algumas yucas e de muitos bambus. Estas espécies podem demorar entre 8 e 20 anos ou, no caso dos bambus, até mais de 100 anos, para florescer e morrer logo de seguida. Os membros do género Argyroxiphium e outras plantas da família Asteraceae, tal como o género Wilkesia, podem viver entre 10 e 50 anos antes de florescer.
Entre as famílias das monocotiledóneas que incluem espécies monocárpicas contam-se as Asparagaceae (especialmente na subfamília Agavoideae), as Araceae, as Arecaceae, as Bromeliaceae e as Poaceae. Entre as famílias de dicotiledóneas que integram espécies monocárpicas estão as Acanthaceae, as Apocynaceae, as Asteraceae e as Fabaceae.
Apesar de presente em múltiplas famílias, a monocarpia é rara entre os arbustos dicotiledóneos com ramificações múltiplas e ainda mais rara entre as espécies com crescimento secundário, mas ainda assim ocorre, entre outros casos, no género Strobilanthes, nas espécies Cerberiopsis candelabra e Tachigali versicolor e em outras espécies do género Tachigali.
Uma planta monocárpica pode frequentemente ser mantida viva após a floração se as flores forem removidas assim que a floração estiver completa, mas antes do início da formação da semente, ou se os botões forem arrancados antes do início da floração.
Embora não haja uma correspondência directa entre conceitos, as espécies monocárpicas podem ser consideradas como semélparas.

## Policarpismo
Considera-se que a estratégia reprodutiva de uma espécie é o policarpismo (ou policarpia) quando a planta floresce e produz sementes múltiplas vezes ao longo do seu ciclo de vida. As plantas policárpicas podem florescer e produzir sementes durante muitos anos, e nelas a produção de frutos e sementes não causa, por si, a senescência e morte do espécime que produziu sementes. Estas plantas são por vezes designadas por plantas polixânticas.
As espécies policárpicas são dominanates entre as espécies perenes, podendo produzir sementes após todas as épocas de floração durante todo o seu ciclo de vida sem que tal determine a sua imediata senescência.
As plantas policarpicas são capazes de se reproduzir várias vezes devido a que pelo menos uma parte dos seus meristemas é capaz de manter de alguma forma um estado vegetativo que permita ao espécime se reproduzir novamente. Este tipo de reprodução parece ser mais adequado para plantas que têm uma quantidade razoável de segurança no seu ambiente, pois reproduzem-se continuamente.
Geralmente, e tendo como referência a teoria de história de vida, as plantas sacrificam a sua capacidade num aspecto para se aprimorarem em outro, então, para que as plantas policárpicas possam investir na reprodução contínua, necessitam de se concentrar menos no seu crescimento. No entanto, esses aspectos podem não estar necessariamente diretamente correlacionados, e algumas plantas, especialmente espécies invasoras, não seguem essa tendência geral e, na verdade, são capazes de manter uma vida útil bastante longa com reprodução frequente. Até certo ponto, parece haver uma particular importância no equilíbrio entre essas duas características, como demonstrado por um estudo em que se comprovou que tanto as plantas com uma vida útil muito curta como as plantas com vida útil muito longa e que simultanemante tivessem pouco sucesso reprodutivo não foram encontradas entre as cerca de 400 plantas incluídas no estudo.
Devido ao seu desenvolvimento reduzido, observou-se que as plantas policárpicas têm menos energia para se reproduzir do que as plantas monocárpicas ao longo das suas vidas. Para além disso, conforme sua vida útil aumenta, a planta também está sujeita a mais inconvenientes devido à sua idade e, portanto, pode-se concentrar mais na adaptação a ela, resultando em menos energia que a planta é capaz de gastar na reprodução. Uma tendência que tem sido observada em alguns estudos aponta para a conclusão de que ciclos de vida mais curtos geralmente estão directamente relacionados com uma maior intensidade de investimento energético na sua reprodução. No entanto, a estrutura específica das estratégias policárpicas depende da planta específica e todas as plantas policárpicas não parecem seguir um padrão uniforme de como a energia é gasta na reprodução. Essas estratégias não são concretas e também estão sujeitas a serem influenciadas por fatores ambientais aleatórios ou outras funções da própria planta.
A ameaça da competição também pode ser influente na forma como as plantas policárpicas escolhem para se reproduzir. Alguns estudos mostram que, embora a competição em si pode não ser determinate, as plantas ainda podem estar sujeitas a riscos resultantes de doenças e muito outros factores negativos. Mesmo que as plantas policárpicas enfrentem competição, há muitas maneiras  de poderem reagir, entre as quais concentrando mais energia no crescimento do que na reprodução, na esperança de que eventualmente superem a competição para se reproduzir com sucesso, ou, por outro lado, a ameaça de eliminação da espécie pode ser muito grande para que a planta se concentre mais fortemente na reprodução, mas isso acabaria por prejudicar o seu desenvolvimento, diminuindo a sua capacidade de crescimento e de reprodução. Aquele estudo conclui que geralmente, quando pressionada, a planta policárpica parece concentrar-se mais na reprodução, o que pode ajudar contra a competição, pois permite que se torne menos susceptível de ser vencida pela competição. Geralmente, as plantas herbáceas optam por se centrar na reprodução, enquanto as plantas lenhosas geralmente optam pelo crescimento, pois as plantas lenhosas geralmente são capazes de suportar melhor a competição e viver mais longamente do que as plantas herbáceas, que geralmente têm uma tempo de vida mais curto.
Embora não haja uma correspondência directa entre conceitos, as espécies policárpicas podem ser consideradas como iteróparas.